# Edwin (azienda)

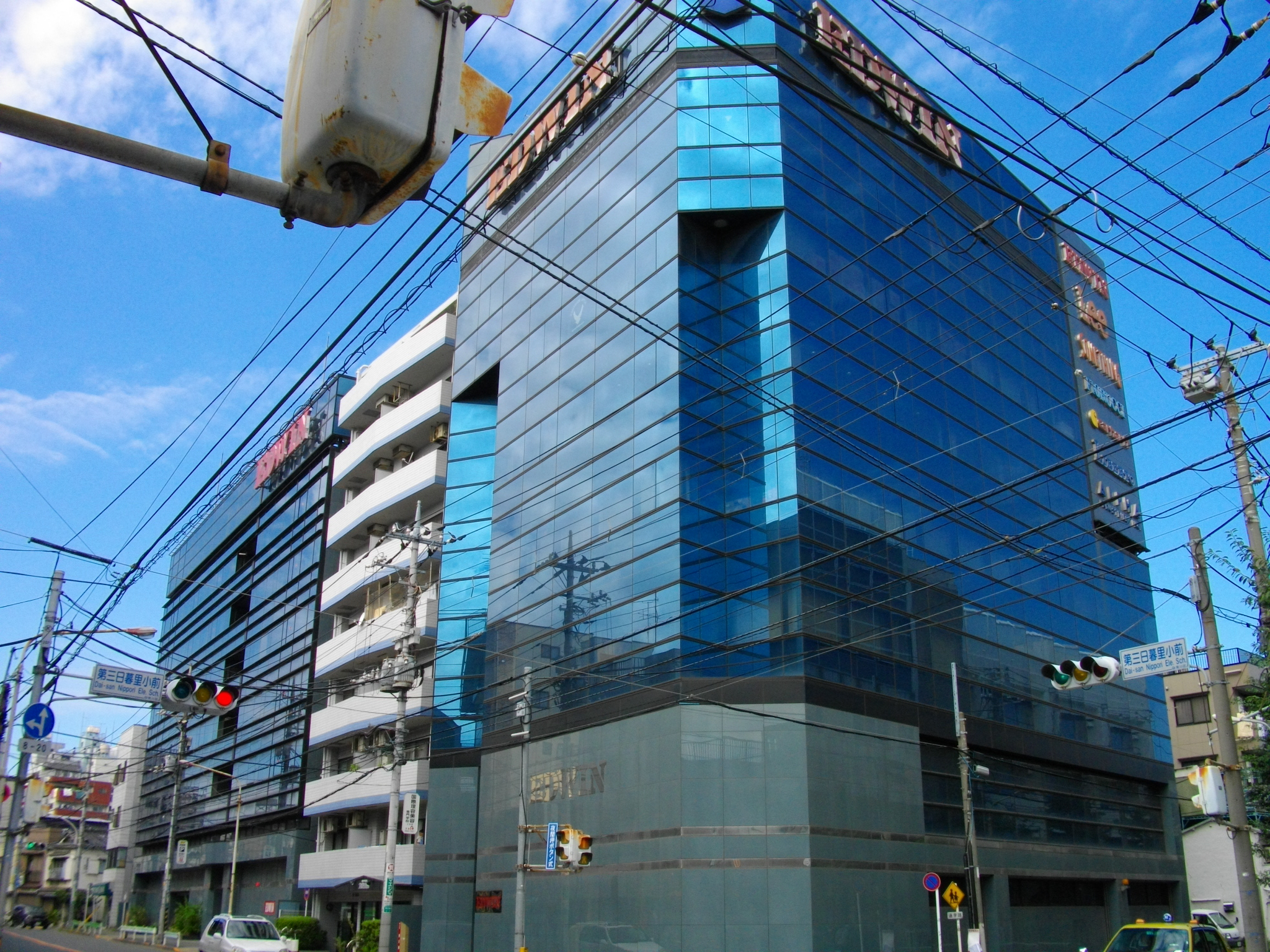
Quartier generale dell'Edwin

La Edwin è una casa di moda giapponese, fondata alla fine degli anni quaranta nel negozio di Tsunemi Yonehachi. All'inizio della sua storia si occupava di abbigliamento militare per il mercato a cielo aperto di Ameyoko di Tokyo, situato nei pressi della stazione di Ueno. Nel 2002 la compagnia, secondo le stime ufficiali, avrebbe contato 365 dipendenti, con un introito di 35 miliardi di yen. L'attore Brad Pitt è stato sponsor ufficiale della compagnia per lungo tempo.